# Titularbistum Tarasa in Numidia
Tarasa in Numidia (italienisch Tarasa di Numidia) ist ein Titularbistum der römisch-katholischen Kirche.
Das Bistum Tarasa in Numidia war in Numidien angesiedelt, einer historischen Landschaft in Nordafrika, die weite Teile der heutigen Staaten Tunesien und Algerien umfasst.
| Titularbischöfe von Tarasa in Numidia |                                               |                                                                  |                  |                   |
| Nr.                                   | Name                                          | Amt                                                              | von              | bis               |
| 1                                     | Urbain Etienne Morlion MAfr                   | Koadjutorvikar und Apostolischer Vikar von Baudouinville (Kongo) | 11. Juli 1939    | 10. November 1959 |
| 2                                     | Antonino Pinci Titularerzbischof pro hac vice | Apostolischer Nuntius in (Panama)                                | 31. Oktober 1961 | 16. August 1987   |
| 3                                     | Luis del Castillo Estrada SJ                  | Weihbischof in Montevideo (Uruguay)                              | 9. April 1988    | 21. Dezember 1999 |
| 4                                     | Artur Miziński                                | Weihbischof in Lublin (Polen)                                    | 3. Mai 2004      |                   |